# Galium noricum
Galium noricum (лат.) — вид двудольных растений рода Подмаренник (Galium) семейства Мареновые (Rubiaceae). Растение впервые описано в 1953 году австрийским ботаником Фридрихом Эрендорфером.
Итальянское название растения — caglio norico.

## Распространение, описание
Распространён в восточных Альпах: в Австрии, Италии, а также в Германии и странах бывшей Югославии.
Многолетний полукустарник Растение небольшого размера с листьями блестяще-зелёного оттенка и цветками кремового цвета.